# Famille von Derwies
La famille von Derwies ou Derviz, en russe фон Дервиз (russification de von der Wiese), est une famille de la noblesse allemande et russe, originaire de Hambourg, où ses membres étaient enregistrés comme bourgeois depuis le XVe siècle.

## Histoire
Son membre le plus connu, Heinrich-Dietrich (de) von Wiese (1676-1728), descendant de pasteurs luthériens, y fut bourgmestre du 6 août 1720 au 1er février 1728. Son arrière-petit-neveu, Johann Adolf, s’engage dans l’armée royale suédoise, puis devient conseiller de justice au service du duché de Holstein sous le règne du futur empereur Pierre III de Russie, qu’il suivra jusqu’à Saint-Pétersbourg lors de l’accession de ce dernier au trône de Russie. En 1761, Il obtient du duc des armoiries de chevalier  héréditaire du Saint-Empire, et transforme à cette occasion son patronyme en von der Wiese. Son fils, Ivan Ivanovitch (mort en 1806), est général-major et son petit-fils, Grigori Ivanovitch (1797-1855), devient directeur de l’orphelinat de Gatchina. Mais c’est surtout l’un de ses arrière-petits-fils, Pavel Grigoriévitch (1826-1881), qui rend célèbre cette famille en devenant l'un des magnats russes du chemin de fer les plus riches de l’Empire russe et l'un des hivernants les plus fameux de la Côte d’Azur. Deux de ses frères, Nikolaï Grigoriévitch, chanteur classique, et Dimitri Grigoriévitch, membre du conseil d’État (il fut le premier ober-prokuror (haut procureur) de la Cour de cassation civile du sénat) illustrent aussi le blason familial.
Les Derwies sont inscrits aux registres du livre II de la noblesse du gouvernement de Kostroma, au livre III de celle de Moscou et à la noblesse des gouvernements de Saint-Pétersbourg, Riazan et Tver.

## Personnalités
- Nadejda Iakovlevna von Derwies (née Simonovitch, 1866-1907), épouse du peintre Vladimir von Derwies (1853-1937) et mère de l'artiste-peintre Maria Vladimirovna Favorskaïa (1887-1959) et de la pianiste Elena (dite Liola) Vladimirovna Derwies (1890-1975).

## Armes

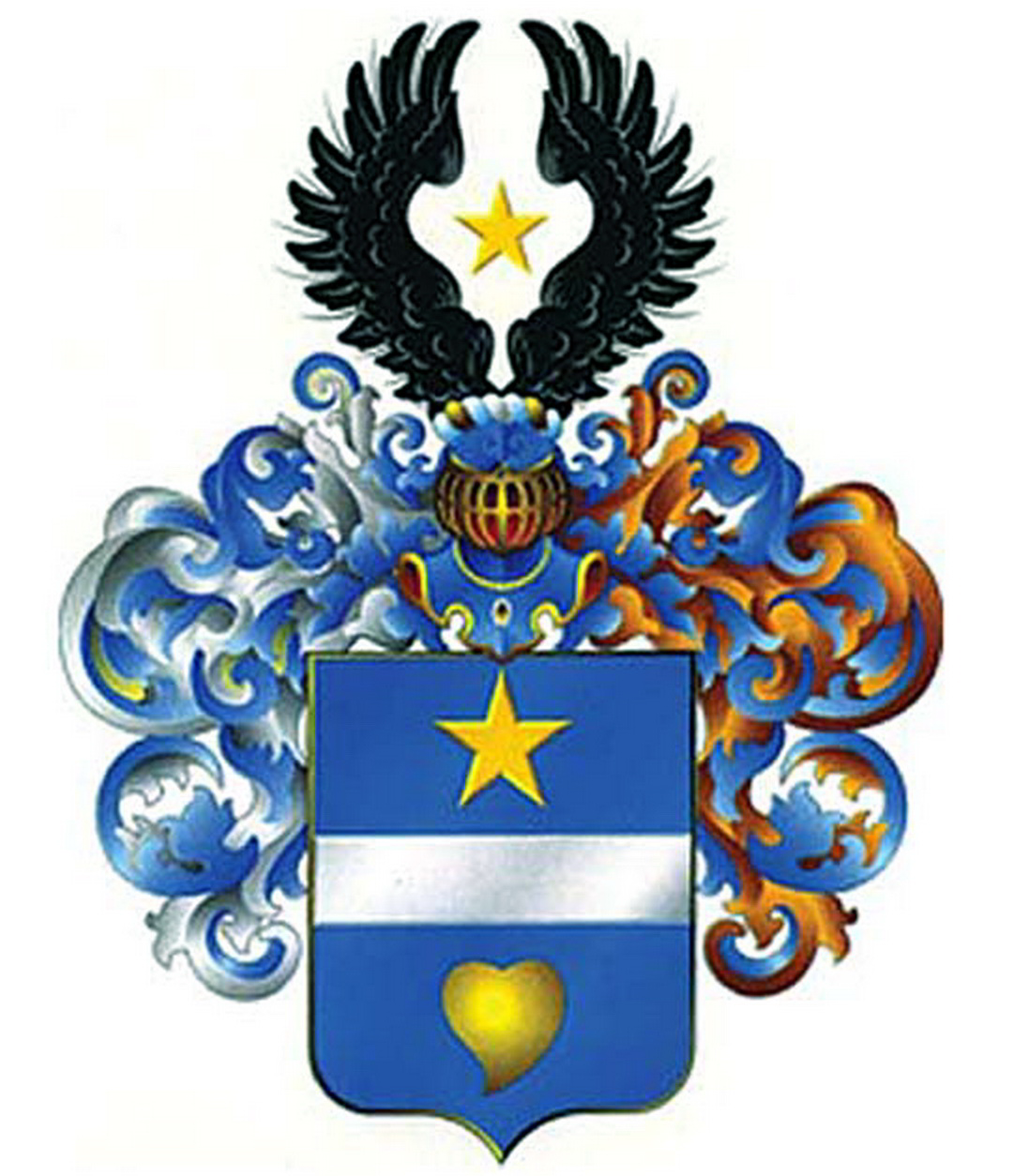
Blason de la famille von Derwies.

Les armes des Derwies ont fait l'objet d'un enregistrement en 1885 dans l'Armorial général de la noblesse de l'Empire russe.
Elles se lisent, sarmatico more : d'azur à la fasce d'argent, accompagnée en chef d'un étoile d'or à cinq rayons et en pointe d'un cœur du même. L'écu sommé d'un casque de gentilhomme couronné d'un tortil de baron et coiffé d'un vol de sable, une étoile d'or entre les ailes. Lambrequins: argent et azur - or et azur.
L'étoile sur fond azur, reprise dans le vol, signale le (nouveau) chevalier ; le vol indique le conseiller d'État (ce que furent, pour le moins, Grégoire I., Paul G. et Dmitri G.), au moment de l'enregistrement (1885). Le tortil est celui d'un baron, quoique les armes enregistrées dans l'AGNER soient des armes simples, sans titre aucun, correspondant à celles d'une famille de noblesse de service récente. Le Rietstap mentionnant des armes similaires en 1884, il semble que l'enregistrement des armes des Derwies ait été définitivement entériné en 1884/1885.

## Galerie

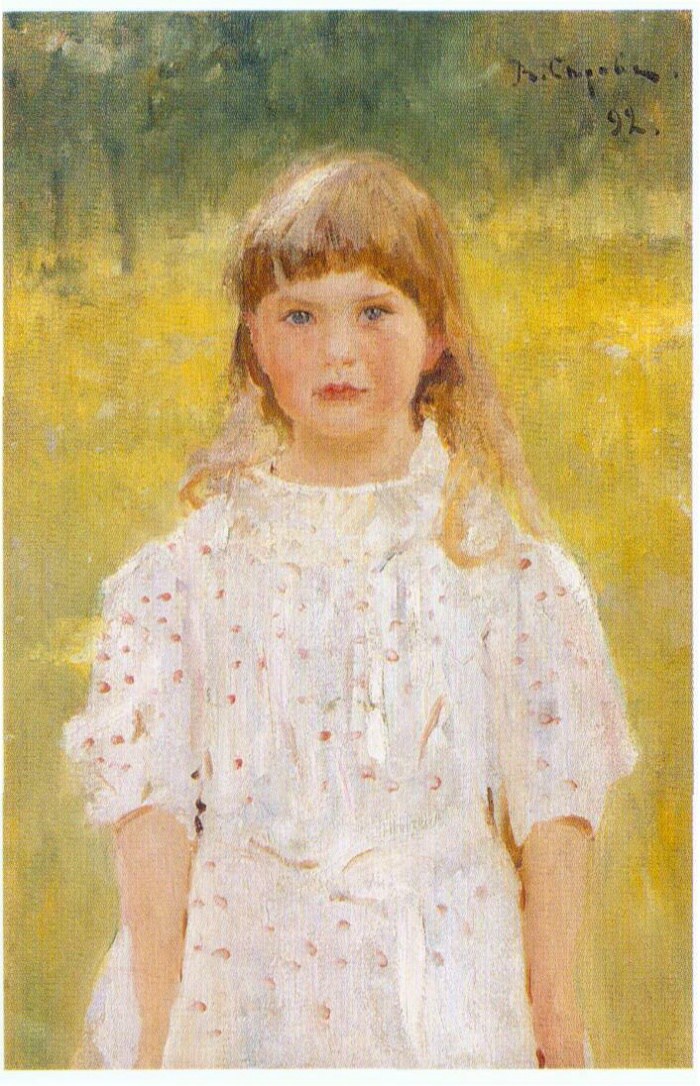
Portrait de Liola Derwies par Valentin Serov (1888), Galerie Tretiakov
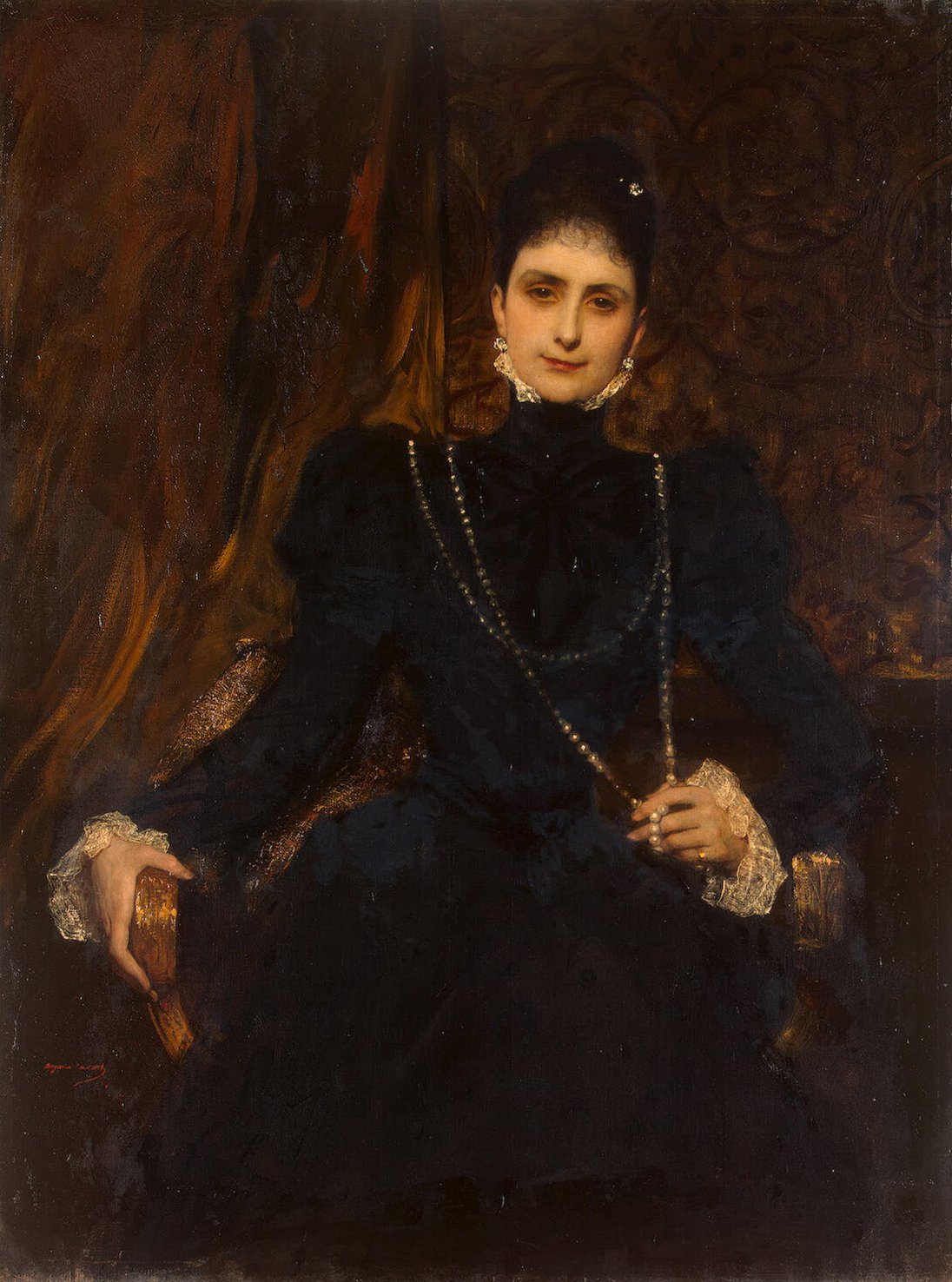
Portrait de Madame Derwies (Marina Sergueïevna Derwies, née Schoenig) par Benjamin-Constant (1845-1902), collection privée (1899)
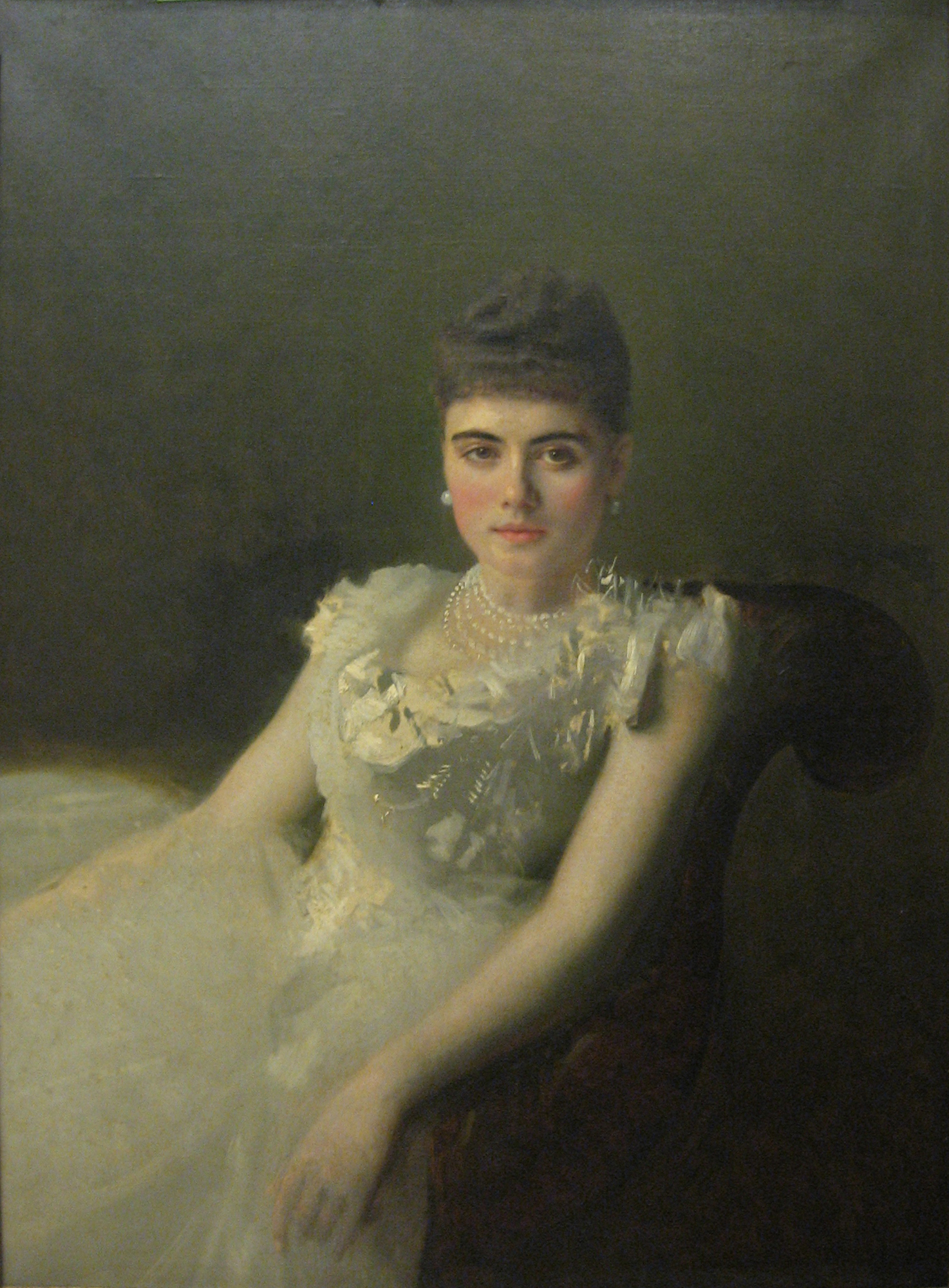
Portrait d'Anne von Derwies par Ivan Kramskoï (1881), musée de Lvov
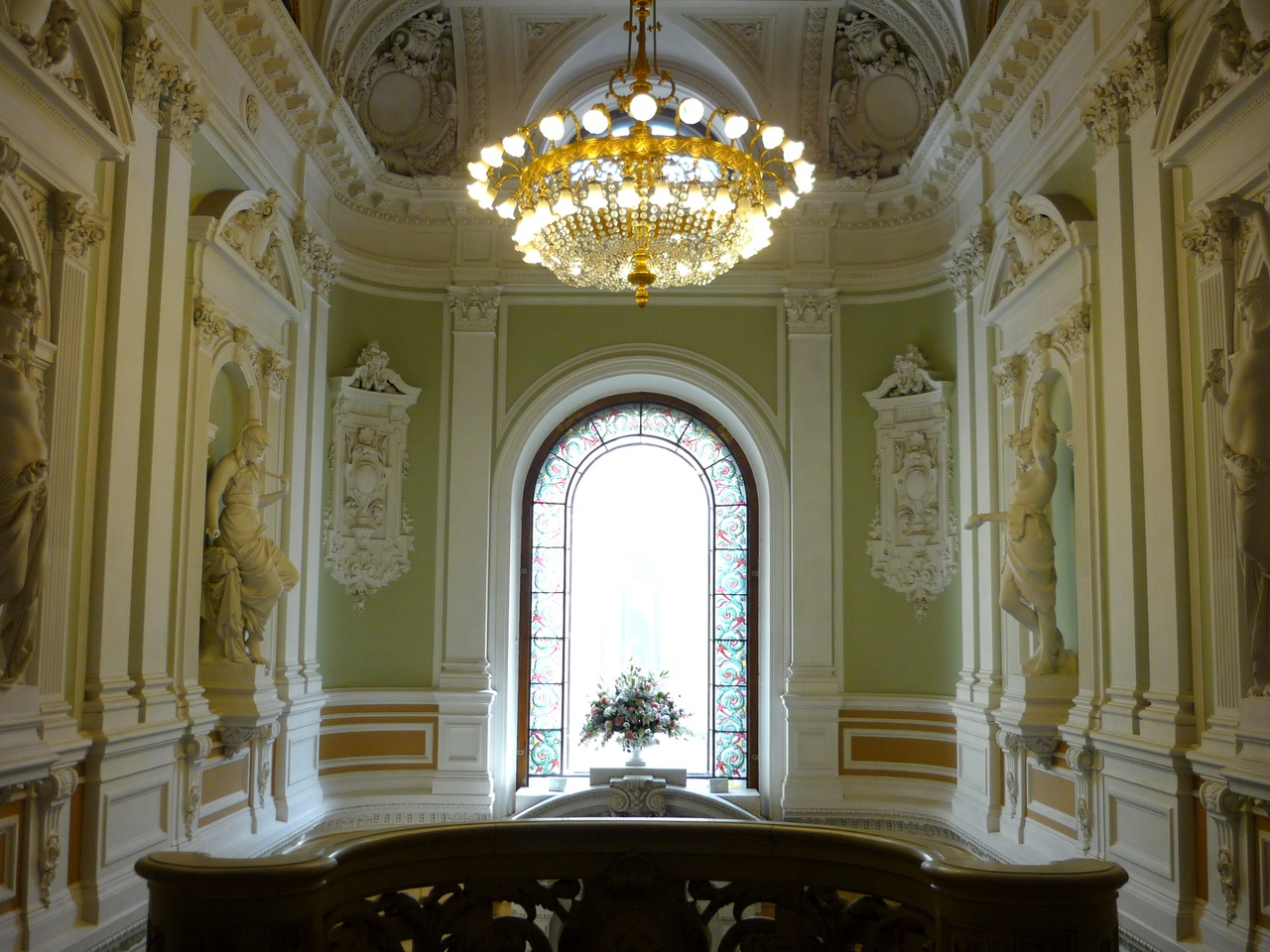
L'escalier d'honneur de l'hôtel particulier des Derwies au no 28 quai des Anglais à Saint-Pétersbourg
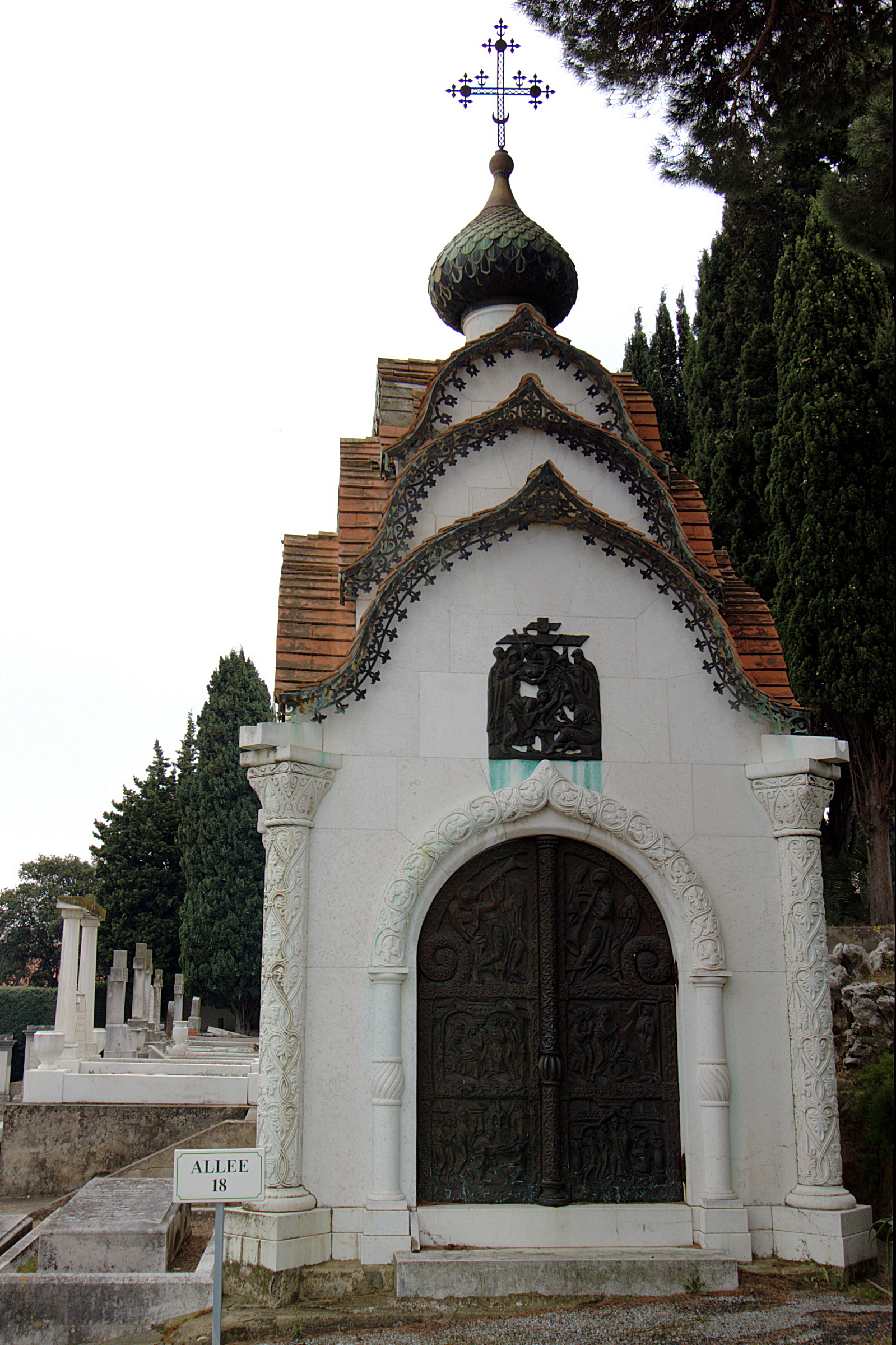
Chapelle funéraire du baron et de la baronne Serge von Derwies (née Schoenig) au cimetière du Grand Jas (Cannes)

## Domaines et propriétés

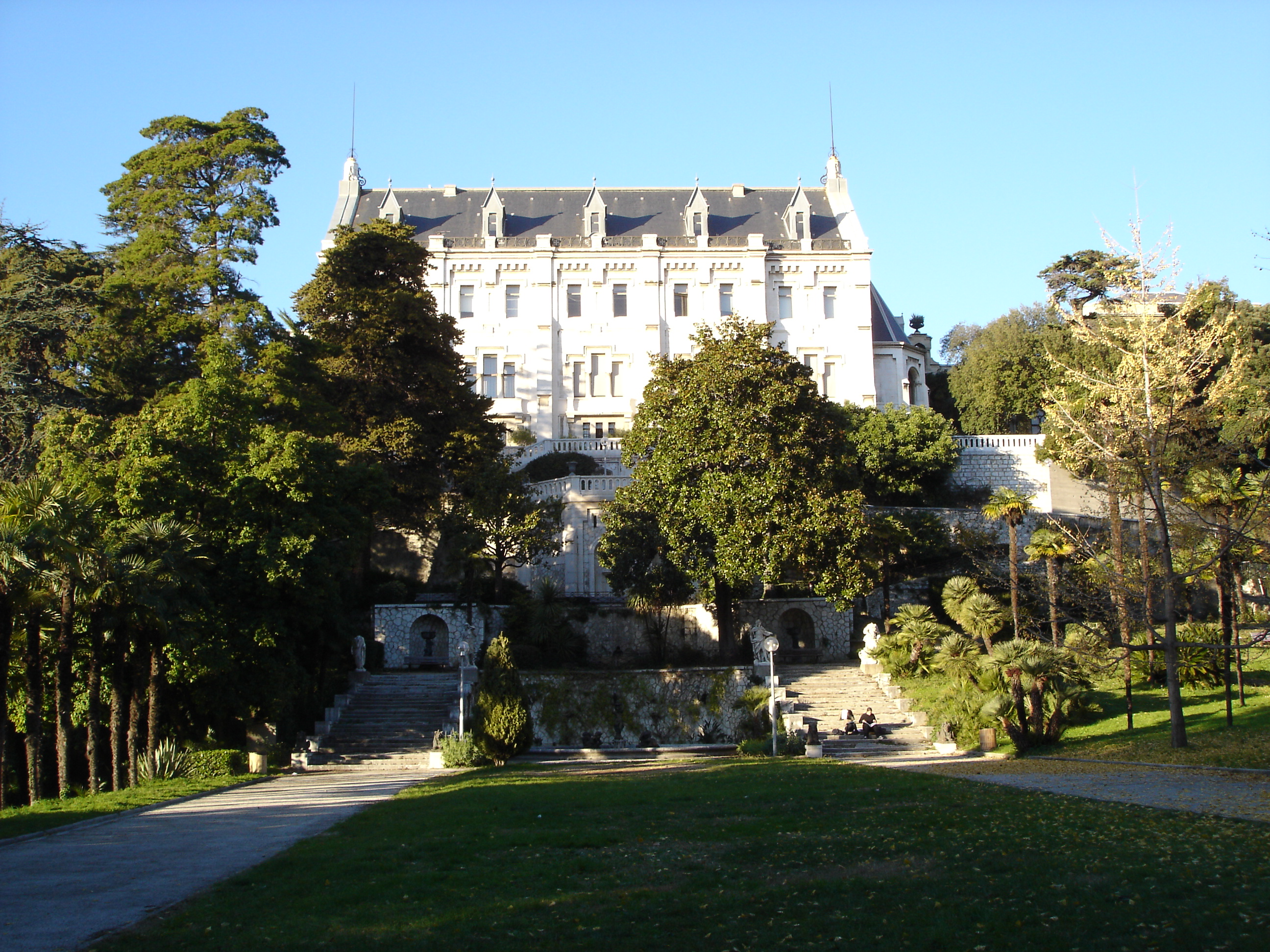
Château de Valrose

- Hôtel particulier au no 6 de la rue Sadovaïa-Tchernogriazskaïa à Moscou, aujourd’hui Institut de médecine expérimentale
- Hôtel particulier au no 20 du quai des Anglais à Saint-Pétersbourg
- Hôtel particulier au no 28 du quai des Anglais à Saint-Pétersbourg, aujourd'hui palais des mariages
- Hôtel particulier au no 34 du quai des Anglais à Saint-Pétersbourg, aujourd'hui théâtre de musique de chambre opéra de Saint-Pétersbourg
- Château de Valrose à Nice, aujourd’hui dépendant de l’université de Nice

## Pour approfondir